# UHC Döbeln 06
Der UHC Döbeln 06 ist ein deutscher Floorball-Verein aus dem sächsischen Döbeln (Landkreis Mittelsachsen). Die erste Herrenmannschaft spielte bis zu der Saison 2018/19 noch in der 2. Floorball-Bundesliga. Weiterhin nehmen eine U17-, U15-, U13- und U11-Mannschaft am Spielbetrieb teil. Zur Förderung des Breitensports gibt es außerdem noch eine U100- und eine U9-Mannschaft, die jedoch nicht am Spielbetrieb teilnehmen.
Vom 1. November bis 3. November 2013 war der UHC Döbeln 06 Ausrichter des Nationen Cup der Damen 2013, bei dem sich vier Damen-Nationalteams in Döbeln begegneten. Nach acht packenden Spielen konnte Lettland den Turniersieg mit nach Hause nehmen.

## Geschichte
Im März 2001 wurde im Verein WSG Döbeln Nord eine Unihockey-Sektion gegründet. Am 28. Juni 2006 wurde mit dem UHC Döbeln 06 ein eigenständiger Verein gegründet. Zu Beginn des Jahres 2009 hatte der Verein 80 Mitglieder.
Die U19-Mannschaft wurde 2004/05 deutscher Vizemeister auf dem Großfeld, ein Jahr später holte sich die U19 die deutsche Meisterschaft. In dieser Saison gelang der ersten Herrenmannschaft die Meisterschaft in der 2. Bundesliga und somit der Aufstieg in die 1. Bundesliga. In der Saison 2009/10 schaffte das Team nicht den Klassenerhalt und spielte damit 2010/11 wieder zweitklassig. Dafür erreichte der Verein im Mai 2011 den Einzug in das Finale um den Floorball Deutschland Pokal. Im Spiel gegen den UHC Weißenfels unterlag Döbeln jedoch mit 7:14.
Der direkte Wiederaufstieg der Herren gelang 2011. Nach dem Klassenerhalten 2012 und 2013, folgte 2014 der nächste Abstieg. 
Im Januar 2021 zählte der Verein 138 Mitglieder.
Nach einem 9. Platz in der Saison 2018/2019, stieg der UHC in die drittklassige Regionalliga Ost ab.